# إد سول
إد سول (بالهولندية: Eetje Sol)‏ (10 يونيو 1881 ببوكور في إندونيسيا - 21 أكتوبر 1965 بلاهاي في هولندا) هو لاعب كرة قدم هولندي في مركز الوسط، شارك في الألعاب الأولمبية الصيفية 1908. وشارك مع منتخب هولندا لكرة القدم. أما مع النوادي، فقد لعب مع HVV Den Haag ‏.

## وصلات خارجية
- إد سول على موقع الاتحاد الدولي (مؤرشف)  (الإنجليزية)
- إد سول على موقع أوليمبيديا (الإنجليزية)